# Contratto con se stesso
Il contratto con se stesso è un particolare tipo di contratto, previsto dall'articolo 1395 del codice civile italiano, che il rappresentante conclude con se stesso in proprio o come rappresentante di un'altra parte.

## Problemi interpretativi
La dottrina tradizionale, fedele ad un'interpretazione letterale del codice, ritiene che il contratto con se stesso sia sempre annullabile, salvo che ricorra l'esplicita autorizzazione a contrarre con se stesso da parte del rappresentato ed anche che il contratto sia determinato ad escludere conflitti di interessi.
Dottrina minoritaria (cfr. Donisi "") ritiene che il contratto con se stesso sia valido a meno che il rappresentante non incorra nell'abuso di rappresentanza, esplicitamente previsto dal codice civile.
Il problema principale è quello relativo all'accordo, caratteristica fondamentale del contratto. In questo caso è rinvenibile una sola volontà quella appunto dell'unico rappresentante di due parti diverse ovvero quella del rappresentante di una delle due parti che è al tempo stesso anche altra parte negoziale. In tal caso, quindi, venendo meno l'accordo, si può sostenere che non si sia dinanzi ad un vero e proprio contratto.
La teoria del consenso presunto ritiene che l'accordo è presente, anche se non nelle forme classiche (ad esempio il conferire mandato a compiere un dato atto giuridico). Mentre altri ritengono che il contratto con se stesso non sia altro che un contratto unilaterale cui la legge ha eccezionalmente conferito la possibilità di produrre effetti contrattuali.